# Evil Eye
«Evil Eye» —en español: «Mal de ojo»— es una canción de la banda escocesa de indie rock Franz Ferdinand publicada en su cuarto álbum de estudio, Right Thoughts, Right Words, Right Action. Fue lanzada como el tercer sencillo del álbum el 28 de octubre de 2013.
La canción fue escrita por Alex Kapranos y Nick McCarthy, grabada en Escocia, Londres y Oslo, y producida por Kapranos y Todd Terje.

## Recibimiento de la crítica
Heather Phares, de Allmusic, escribió que «Evil Eye» es una de las canciones del álbum que «parecen descendientes directas del debut de la banda». Según Dan Stubbs de NME, «hay frescura en el sonido de "Evil Eye", la cual es básicamente "What's My Name?" de Snoop Dogg vía "Somebody's Watching Me" de Rockwell — espeluznante, desigual y tan funky como el fantasma de James Brown».

## Videoclip
El videoclip de la canción fue lanzado el 8 de septiembre de 2013. Fue dirigido por Diane Martel, conocida por sus controversiales vídeos «Blurred Lines» de Robin Thicke y «We Can't Stop» de Miley Cyrus, así como por su trabajo con otros artistas como Mariah Carey, The White Stripes o Beyoncé.
El vídeoclip es una parodia de las películas de terror. Pitchfork lo describió como «un vídeo repulsivo, al estilo de las cintas de VHS» y Kyle McGovern de Spin escribió: «el vídeo une un vomitivo montaje de imágenes asquerosas: sangre escupida de un grifo, gente asesinada y desmembrada, gargantas cortadas, canibalismo, y al líder Alex Kapranos con un bigote mal cuidado».

## Listas
| Listas                        | Máxima posición |
| ----------------------------- | --------------- |
| Bélgica (Ultratop 50 Flandes) | 7               |
| Bélgica (Ultratop 40 Valonia) | 37              |